# بيت الذيب (الطويلة)

تعديل مصدري - تعديل

بيت الذيب هي إحدى قرى عزلة بني الخياط بمديرية الطويلة التابعة لمحافظة المحويت، بلغ تعداد سكانها 468 نسمة حسب تعداد اليمن لعام 2004.